# Maya Berović
Maya Berović (née le 8 juillet 1987), dite Maja, est une chanteuse de pop folk et turbo folk de Bosnie et Herzégovine.

## Discographie[1]

### Singles
- 2009 : Koliko Te Ludo Volim Ja
- 2016 : Pauza
- 2016 : To Me Radi (ft. Jala Brat & Buba Corelli)
- 2016 : Izvini Tata